# Neoclitocybe byssiseda
Neoclitocybe byssiseda là một loài nấm trong họ Tricholomataceae và là loài điển hình của chi Neoclitocybe. Ban đầu nó được miêu tả là Omphalia byssiseda bởi Giacomo Bresadola năm 1907. Nó được chuyển thành Neoclitocybe bởi Rolf Singer năm 1961. Nấm này có thể ăn được.